# Kumar Padmanabh Singh
Kumar Padmanabh Singh (Jaipur, India, 12 de julio de 1998) es el actual maharajá de Jaipur. Sucedió en el trono al maharajá Bhawani Singh, de quien era nieto e hijo adoptivo, en 2011, a la edad de 12 años. Fue educado en el Mayo College de la India y en la escuela Millfield de Somerset (Reino Unido). Su fortuna se estima entre los 550 millones de euros.
La autoridad de los maharajás desapareció en 1971 cuando Indira Gandhi abolió sus prerrogativas. Sin embargo muchos de ellos continúan siendo figuras importantes por sus relaciones con los políticos locales y por su poder económico.